# 冈茨公司
冈茨公司（匈牙利語：Ganz vállalatok）是匈牙利历史上一家著名的机械制造商，由匈牙利工程师冈茨·亚伯拉罕于1845年创立。

## 历史

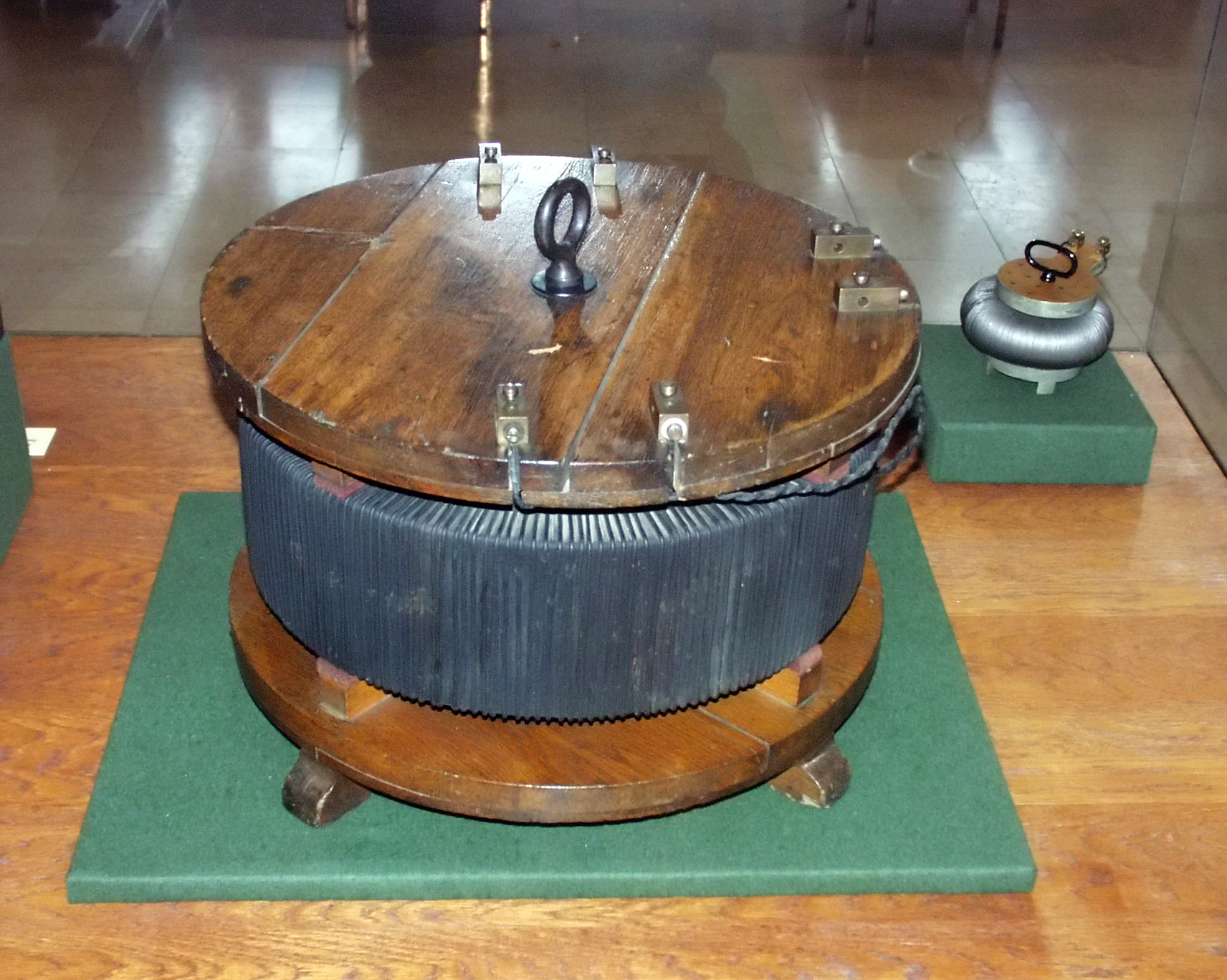
第一台ZBD铁心变压器

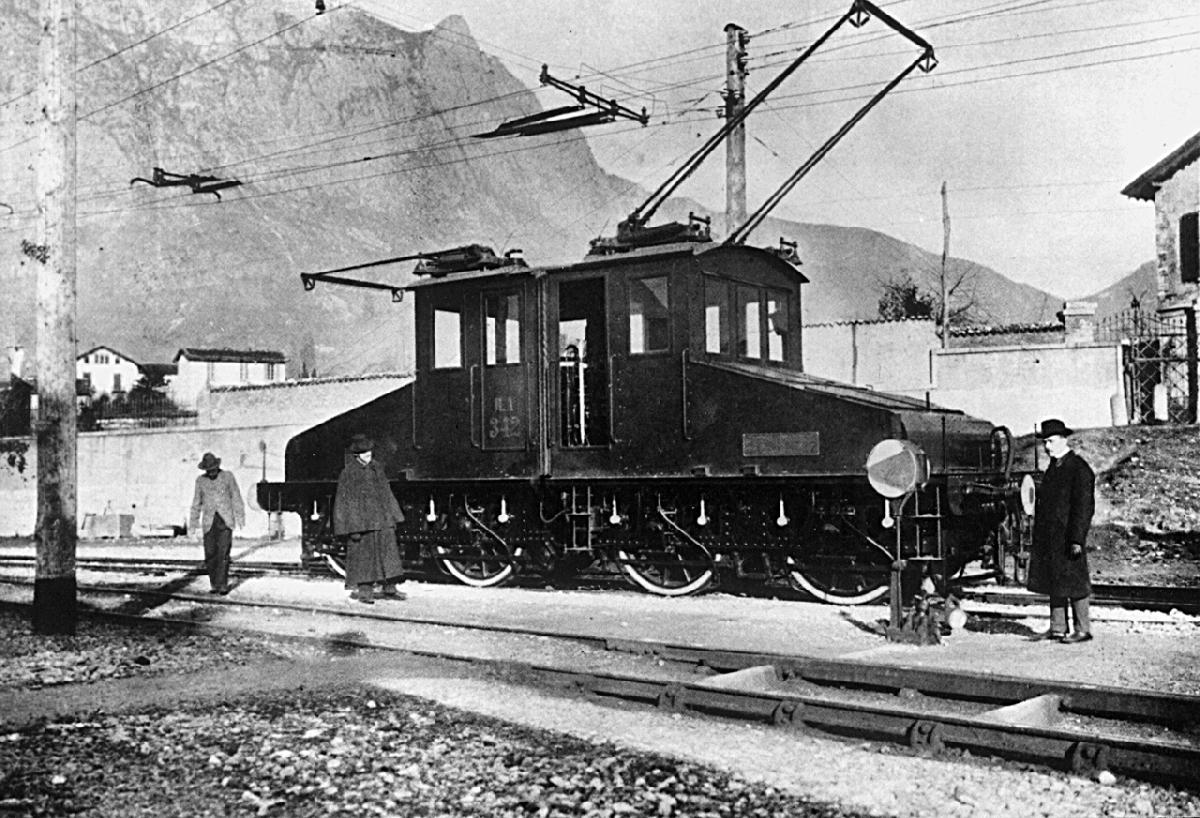
冈茨公司研制的三相交流电力机车，运用于意大利瓦尔泰利纳铁路

冈茨公司的历史可追溯至19世纪的奥地利帝国时代。1830年代，来自瑞士的匈牙利工程师冈茨·亚伯拉罕先后在欧洲多个城市和铸造工厂工作，经过七年在欧洲各地的游历之后，于1841年来到了匈牙利佩斯，并开始在佩斯磨坊工作（布达佩斯的第一座蒸汽机磨坊）。1844年，冈茨踏上了自行创业之路，于1845年在布达买下一块地皮，并建立了自己的铸造厂，当时这家工厂只有7名铸造工人，从事生产优质商用铸铁。从此，冈茨工厂伴随着工业革命的浪潮迅速发展。1853年起，冈茨公司开始生产使用冷冻铸造技术的铁路车轮。1867年，冈茨因自杀去世后，他的同事安德拉斯·麦克沃特成为了公司总经理，这时冈茨工厂的员工人数已超过700人。麦克沃特接掌公司后将其转型为股份制企业，并开始与信贷银行合作以满足公司的融资需求。与此同时，麦克沃特开始将眼光瞄准当时新生的电力工业，并于1878年建立电气技术部门（1906年，电气技术部门从冈茨公司独立出来，成为冈茨电气公司，德国AEG公司持股45%），他的这一决定使冈茨公司在第二次工业革命来临时抢占了先机。
在此期间，冈茨公司招揽了许多不可多得的人才，例如卡罗伊·兹佩尔诺夫斯基自布达佩斯科技经济大学毕业以后就加入了冈茨公司，以及来自维也纳科技大学的卡尔曼·坎多、奧托·布拉什和米克沙·戴里等著名电气工程师。1884年到1885年，兹佩尔诺夫斯基 、布拉什和戴里发明了心式和壳式铁心变压器，并以三人姓氏的首字母命名为ZBD变压器并申请了专利。 1885年5月1日，匈牙利布拉佩斯国家博览会开幕，一台150伏特、70赫兹单相交流发电机发出的电流，经过75台由冈茨工厂制造的5千伏安单相壳式闭路铁心变压器降压，点亮了博览会场的1067只爱迪生灯泡，其光耀夺目的壮观场面轰动了世界。ZBD变压器的问世是电力技术发展史上的重要里程碑，它所采用的闭路铁心、原边并联等基本结构一直沿用至今，从此变压器正式进入交流电的输电和配电领域，为推动交流电的普及应用作出了重大贡献。
1880年代，冈茨公司制造的变压器被安装在琉森、罗马、维也纳等地的发电厂。1882年， 冈茨公司为匈牙利国家歌剧院提供电力照明系统。1894年，卡尔曼·坎多发明了用于电气化铁路的三相交流供电系统；1902年，冈茨公司为意大利北部的瓦尔泰利纳铁路完成三相交流电气化改造，使这条铁路成为欧洲第一条电气化铁路干线。随着冈茨公司业务的不断扩展，到了1910年公司员工总数已达到近6000人。1910年，冈茨公司并购了匈牙利最大的造船企业——丹比乌斯造船厂，并将其更名为冈茨-丹比乌斯造船厂（今五月三日造船厂）。第一次世界大战期间，该造船厂为奥匈帝国海军制造了圣伊斯特万号无畏舰、诺瓦拉级巡洋舰和U型潜艇。同时，冈茨公司还为奥匈帝国空军生产过军用飞机。
第一次世界大战结束后奥匈帝国解体，作为战败一方的匈牙利在政治上被国际孤立，《特里亚农条约》又使匈牙利失去大片国土和人口，冈茨公司的生产经营情况也大不如前。1920年代至1930年代，冈茨公司在铁路方面有比较突出的技术成果。1920年代，卡尔曼·坎多致力研究工频单相电气化铁路，于1923年试制出首台装有旋转式换相器的单—三相交流电力机车。1932年，布达佩斯—海吉什豪洛姆铁路完成电气化，成为世界上首条采用16千伏50赫兹单相工频的交流电气化铁路。
与此同时，由机械工程师詹德拉西克·吉乔治领导的内燃机部门，也正在专注于铁路牵引用柴油机的研发。1928年，冈茨公司成功研制出一款适合作为铁路牵引动力的预燃烧室式四冲程高速柴油机，并以开发者姓氏命名为冈茨-詹德拉西克柴油机。1934年，冈茨公司为匈牙利国家铁路提供的阿尔帕德号柴油动车，最高运行速度可达120公里/小时，使布达佩斯到维也纳的单程旅行时间缩短到2小时57分钟。冈茨公司的内燃轨道客车产品还打开了出口市场，截至第二次世界大战开始之前，冈茨已经向埃及和拉丁美洲国家出口了550辆内燃客车。除此之外，詹德拉西克还设计了世界上第一台涡轮螺旋桨发动机（Cs-1），原计划用于匈牙利的国产重型战斗机RMI-1 X/H。
第二次世界大战不但使匈牙利遭到了严重破坏，战后赔偿亦对国家经济造成沉重负担。布达佩斯围城战期间，苏联红军于1945年1月8日占领冈茨工厂，工厂开始由苏军实施军事管制直到战争结束。1945年1月20日，匈牙利在莫斯科同苏、英、美签署停战协定，并规定匈牙利赔偿邻国因其战争造成的损失。战后匈牙利对苏联的战争赔偿主要以提供商品的形式进行，期间冈茨公司为苏联、南斯拉夫、捷克斯洛伐克提供大量铁路车辆。1946年12月，匈牙利第二共和国政府将冈茨公司国有化。1949年，匈牙利劳动人民党执政的匈牙利人民共和国成立，同年将冈茨公司按业务分拆为六家独立的国营企业，分别为冈茨车辆厂（Ganz Vagon- és Gépgyár）、冈茨电气厂（Ganz Villamossági Gyár）、冈茨造船厂（Ganz Hajógyár）、冈茨开关电器厂（Ganz Kapcsoló-  és Készülékgyár）、冈茨电表厂（Ganz Árammérőgyár）、亞斯貝雷尼重型机械厂（Aprítógépgyár-Jászberény）。
1959年1月1日，为配合匈牙利铁路机车车辆工业的发展，冈茨车辆厂与马瓦格机车厂（MÁVAG）合并，成立冈茨-马瓦格机车车辆工厂（匈牙利語：Ganz–MÁVAG Mozdony-, Vagon- és Gépgyár），简称冈茨-马瓦格（匈牙利語：Ganz–MÁVAG），工厂的主要产品包括柴油机车、电力机车、柴油动车组、水轮机、涡轮发电机、工业用泵、压缩机等动力机械。1987年12月，匈牙利政府决定将冈茨-马瓦格分拆为7家国营企业，其中冈茨机械公司（Ganz Gépgyár Vállalat）继承了前者的大部分主要业务，实际为冈茨-马瓦格在法律意义上的继承者。1989年，匈牙利在政治体制变革后逐步从计划经济转轨到市场经济，并伴随着私有化进程开始实施积极引进外资的政策。同年，英国的特尔福思控股公司（Telfos Holdings）以1900万美元购买了冈茨机械公司的51%股份，公司更名为冈茨-亨斯莱特有限公司（Ganz-Hunslet Co. Ltd.）。1992年至1993年间，奥地利颜巴赫运输系统有限公司逐步收购了特尔福思控股公司的全部股份，冈茨-亨斯莱特成为颜巴赫运输系统公司旗下的工厂之一。

## 参看
- 冈茨-詹德拉西克柴油机
- 马瓦格机车厂